# Pojorâta
Pojorâta is een Roemeense gemeente in het district Suceava.
Pojorâta telt 3103 inwoners.